# Cerro Coscojar
El Cerro Coscojar es una formación volcánica situado en el campo volcánico del Vera, en la provincia de Almería, España. Es atravesado por la autopista A-7 y al lado del campo de golf Valle Este. Se trata de restos volcánicos que están compuesto especialmente de veritas. Entre los conos volcánicos más destacados son Coscojar y Garrapancho. Como todo el campo volcánico de Vera. Esta formación se formó cuando esta zona estaba sumergida por el mar. Sus coordenadoas son:  37.198910°  -1.903135°